# Fat Joe

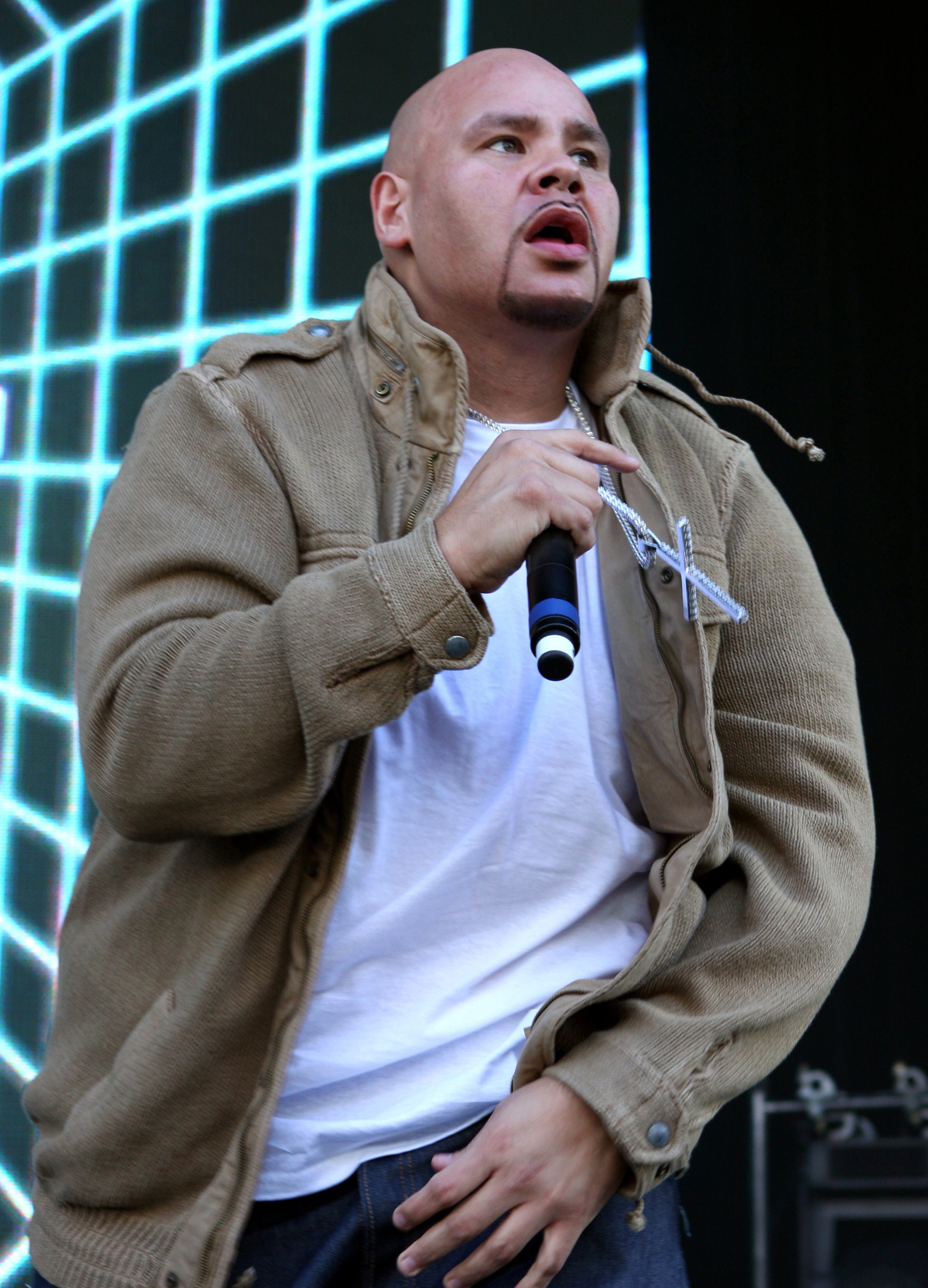
Fat Joe (2011)

Fat Joe (* 19. August 1970 in New York; eigentlich Joseph Antonio Cartagena) ist ein US-amerikanischer Rapper. Der in der Bronx aufgewachsene Rapper puerto-ricanischer Abstammung hatte als Solo-Künstler einige Hits und arbeitete später unter anderem mit Jennifer Lopez, R. Kelly, Ashanti, Ricky Martin und Ginuwine zusammen. Joe ist Mitbegründer der Rap-Gruppe The Terror Squad. Wegen seiner Körperfülle gab er sich den Künstlernamen Fat Joe („Dicker Joe“).

## Karriere
Fat Joe wurde in den frühen 1990ern in der Untergrund-Rap-Szene New Yorks bekannt. Nachdem sein damaliger Partner Big Pun erste Erfolge im Mainstream erreicht hatte, begann auch Fat Joe seine Produktionen umzustellen und massentauglicher zu gestalten. Er veröffentlichte insgesamt acht Soloalben, auf denen die beiden Hit-Singles We Thuggin’ und What’s Luv erschienen. Ein Album produzierte er zusammen mit seiner Crew The Terror Squad. Sein sechstes Album, All or Nothing erschien im Frühling 2005. Mit dem Stück My FoFo antwortete er auf 50 Cents Attacke in dessen Lied Piggybank. 2006 moderierte er zusammen mit Lil Jon die Show Pimp My Ride International, die nach nur einer Staffel mit sechs Episoden wieder eingestellt wurde. Fat Joe betreibt außerdem ein Modelabel mit dem Namen FJ 560. Zwischenzeitlich gelang es Fat Joe, sein Körpergewicht von 350 lbs (157,5 kg) auf 262 lbs (118 kg) zu reduzieren. Es folgte die Videoauskopplung seines Songs Drop a Body im Juni 2011, bei der seine Gewichtsreduktion der Öffentlichkeit sichtbar wurde. Anschließend trat er erstmals mit dem Künstlernamen „Slim Joe“ in Erscheinung.

## Diskografie

### Studioalben
| Jahr | Titel                                  | Höchstplatzierung, Gesamtwochen, AuszeichnungChartplatzierungen (Jahr, Titel, Platzierungen, Wochen, Auszeichnungen, Anmerkungen) | Höchstplatzierung, Gesamtwochen, AuszeichnungChartplatzierungen (Jahr, Titel, Platzierungen, Wochen, Auszeichnungen, Anmerkungen) | Höchstplatzierung, Gesamtwochen, AuszeichnungChartplatzierungen (Jahr, Titel, Platzierungen, Wochen, Auszeichnungen, Anmerkungen) | Höchstplatzierung, Gesamtwochen, AuszeichnungChartplatzierungen (Jahr, Titel, Platzierungen, Wochen, Auszeichnungen, Anmerkungen) | Anmerkungen                             |
| Jahr | Titel                                  | DE | CH | UK | US | Anmerkungen                             |
| ---- | -------------------------------------- | --- | --- | --- | --- | --------------------------------------- |
| 1993 | Represent                              | — | — | — | — | Erstveröffentlichung: 27. Juni 1993     |
| 1995 | Jealous One’s Envy                     | — | — | — | US71 (3 Wo.)US | Erstveröffentlichung: 24. Oktober 1995  |
| 1998 | Don Cartagena                          | — | — | — | US7 Gold · (10 Wo.)US | Erstveröffentlichung: 1. September 1998 |
| 2001 | Jealous One’s Still Envy (J.O.S.E.)    | DE27 (5 Wo.)DE | CH43 (11 Wo.)CH | UK19 Silber · (10 Wo.)UK | US21 Platin · (32 Wo.)US | Erstveröffentlichung: 4. Dezember 2001  |
| 2002 | Loyalty                                | — | — | — | US31 (11 Wo.)US | Erstveröffentlichung: 12. November 2002 |
| 2005 | All or Nothing                         | — | — | UK59 (2 Wo.)UK | US6 (11 Wo.)US | Erstveröffentlichung: 14. Juni 2005     |
| 2006 | Me, Myself & I                         | — | — | — | US14 (13 Wo.)US | Erstveröffentlichung: 14. November 2006 |
| 2008 | The Elephant in the Room               | — | — | — | US6 (5 Wo.)US | Erstveröffentlichung: 11. März 2008     |
| 2009 | Jealous One’s Still Envy 2 (J.O.S.E.2) | — | — | — | US73 (2 Wo.)US | Erstveröffentlichung: 6. Oktober 2009   |
| 2010 | The Darkside: Volume 1                 | — | — | — | US27 (2 Wo.)US | Erstveröffentlichung: 27. Juli 2010     |

### Kollaboalben
| Jahr | Titel                  | Höchstplatzierung, Gesamtwochen, AuszeichnungChartsChartplatzierungen (Jahr, Titel, Platzierungen, Wochen, Auszeichnungen, Anmerkungen) | Anmerkungen                                        |
| Jahr | Titel                  | US | Anmerkungen                                        |
| ---- | ---------------------- | --- | -------------------------------------------------- |
| 2017 | Plata o Plomo          | US44 (5 Wo.)US | Erstveröffentlichung: 17. Februar 2017 mit Remy Ma |
| 2019 | Family Ties            | US81 (1 Wo.)US | Erstveröffentlichung: 6. Dezember 2019 mit Dre     |
| 2021 | What Would Big Do 2021 | — | Erstveröffentlichung: 13. August 2021 mit DJ Drama |

### Singles als Leadmusiker
| Jahr | Titel Album                                    | Höchstplatzierung, Gesamtwochen, AuszeichnungChartplatzierungen (Jahr, Titel, Album, Platzierungen, Wochen, Auszeichnungen, Anmerkungen) | Höchstplatzierung, Gesamtwochen, AuszeichnungChartplatzierungen (Jahr, Titel, Album, Platzierungen, Wochen, Auszeichnungen, Anmerkungen) | Höchstplatzierung, Gesamtwochen, AuszeichnungChartplatzierungen (Jahr, Titel, Album, Platzierungen, Wochen, Auszeichnungen, Anmerkungen) | Höchstplatzierung, Gesamtwochen, AuszeichnungChartplatzierungen (Jahr, Titel, Album, Platzierungen, Wochen, Auszeichnungen, Anmerkungen) | Höchstplatzierung, Gesamtwochen, AuszeichnungChartplatzierungen (Jahr, Titel, Album, Platzierungen, Wochen, Auszeichnungen, Anmerkungen) | Anmerkungen                                                           |
| Jahr | Titel Album                                    | DE | AT | CH | UK | US | Anmerkungen                                                           |
| --- | ---------------------------------------------- | --- | --- | --- | --- | --- | --------------------------------------------------------------------- |
| 1993 | Flow Joe Represent                             | — | — | — | — | US89 (2 Wo.)US | Erstveröffentlichung: 20. Mai 1993                                    |
| 1996 | Envy Jealous One’s Envy                        | — | — | — | — | US76 (8 Wo.)US | Erstveröffentlichung: 15. Februar 1996                                |
| 1998 | Bet Ya Man Can’t (Triz) Don Cartagena          | — | — | — | UK87 (1 Wo.)UK | — | Erstveröffentlichung: 8. Dezember 1998                                |
| 2001 | We Thuggin’ Jealous Ones Still Envy (J.O.S.E.) | DE70 (7 Wo.)DE | — | — | UK48 (2 Wo.)UK | US15 (20 Wo.)US | Erstveröffentlichung: 2. Oktober 2001                                 |
| 2002 | What’s Luv? Jealous Ones Still Envy (J.O.S.E.) | DE10 (12 Wo.)DE | AT33 (14 Wo.)AT | CH2 (20 Wo.)CH | UK4 ×2Doppelplatin · (10 Wo.)UK | US2 (28 Wo.)US | Erstveröffentlichung: 6. Mai 2002 feat. Ashanti                       |
| 2002 | Crush Tonight Loyalty                          | DE92 (4 Wo.)DE | — | — | UK42 (2 Wo.)UK | US77 (7 Wo.)US | Erstveröffentlichung: 27. August 2002 feat. Ginuwine                  |
| 2003 | All I Need Loyalty                             | — | — | — | — | US86 (8 Wo.)US | Erstveröffentlichung: 2003 feat. Tony Sunshine & Armageddon           |
| 2005 | So Much More All or Nothing                    | — | — | — | — | US81 (5 Wo.)US | Erstveröffentlichung: 29. März 2005                                   |
| 2005 | Get It Poppin’ All or Nothing                  | DE48 (7 Wo.)DE | AT50 (3 Wo.)AT | CH49 (3 Wo.)CH | UK34 (4 Wo.)UK | US9 Gold · (20 Wo.)US | Erstveröffentlichung: 29. Mai 2005 feat. Nelly                        |
| 2006 | Make It Rain Me, Myself & I                    | — | — | — | — | US13 Gold + Platin (Mastertone) · (24 Wo.)US                                                                                             | Erstveröffentlichung: 31. Oktober 2006                                |
| 2007 | I Won’t Tell The Elephant in the Room          | — | — | — | — | US37 (16 Wo.)US | Erstveröffentlichung: 8. November 2007 feat. J. Holiday               |
| 2011 | Another Round –                                | — | — | — | — | US80 Gold · (6 Wo.)US | Erstveröffentlichung: 20. Oktober 2011 feat. Chris Brown              |
| 2016 | All the Way Up Plata O Plomo                   | — | — | — | UK— GoldUK | US27 ×3Dreifachplatin · (20 Wo.)US | Erstveröffentlichung: 2. März 2016 mit Remy Ma feat. French Montana   |
| 2021 | Sunshine (The Light) –                         | — | — | — | UK53 Silber · (14 Wo.)UK | — | Erstveröffentlichung: 21. Januar 2021 feat. DJ Khaled & Amorphous     |
| Folgende Lieder erschienen nicht als Single, wurden aber durch das Album zum Download und Streaming bereitgestellt und konnten somit eine Platzierung erlangen: |                                                | | | | | |                                                                       |
| |                                                | | | | | |                                                                       |
| 2019 | Lord Above Family Ties                         | — | — | — | — | US97 (1 Wo.)US | Charteinstieg: 21. Dezember 2019 mit Dre feat. Mary J. Blige & Eminem |

Weitere Singles
- 2019: Yes (mit Dre feat. Cardi B & Anuel AA, US: Gold)

### Singles als Gastmusiker
| Jahr | Titel Album                       | Höchstplatzierung, Gesamtwochen, AuszeichnungChartplatzierungen (Jahr, Titel, Album, Platzierungen, Wochen, Auszeichnungen, Anmerkungen) | Höchstplatzierung, Gesamtwochen, AuszeichnungChartplatzierungen (Jahr, Titel, Album, Platzierungen, Wochen, Auszeichnungen, Anmerkungen) | Höchstplatzierung, Gesamtwochen, AuszeichnungChartplatzierungen (Jahr, Titel, Album, Platzierungen, Wochen, Auszeichnungen, Anmerkungen) | Höchstplatzierung, Gesamtwochen, AuszeichnungChartplatzierungen (Jahr, Titel, Album, Platzierungen, Wochen, Auszeichnungen, Anmerkungen) | Höchstplatzierung, Gesamtwochen, AuszeichnungChartplatzierungen (Jahr, Titel, Album, Platzierungen, Wochen, Auszeichnungen, Anmerkungen) | Anmerkungen                                                                                               |
| Jahr | Titel Album                       | DE | AT | CH | UK | US | Anmerkungen                                                                                               |
| ---- | --------------------------------- | --- | --- | --- | --- | --- | --- |
| 2000 | Feelin’ so Good On the 6          | DE39 (9 Wo.)DE | — | CH22 (10 Wo.)CH | UK15 (8 Wo.)UK | US51 (17 Wo.)US | Erstveröffentlichung: 25. Januar 2000 Jennifer Lopez feat. Big Pun & Fat Joe                              |
| 2003 | I Want You Thalia                 | DE86 (3 Wo.)DE | — | CH64 (7 Wo.)CH | — | US22 (19 Wo.)US | Erstveröffentlichung: 5. Mai 2003 Thalía feat. Fat Joe                                                    |
| 2004 | New York R.U.L.E.                 | — | — | — | — | US27 (14 Wo.)US | Erstveröffentlichung: 27. Oktober 2004 Ja Rule feat. Fat Joe & Jadakiss                                   |
| 2005 | Hold You Down Rebirth             | DE44 (9 Wo.)DE | — | CH44 (8 Wo.)CH | UK6 (9 Wo.)UK | US64 (8 Wo.)US | Erstveröffentlichung: 15. Februar 2005 Jennifer Lopez feat. Fat Joe                                       |
| 2005 | I Don’t Care Life                 | DE21 (10 Wo.)DE | AT45 (6 Wo.)AT | CH20 (21 Wo.)CH | UK11 (6 Wo.)UK | US65 (5 Wo.)US | Erstveröffentlichung: 13. September 2005 Ricky Martin feat. Fat Joe & Amerie                              |
| 2006 | Holla at Me Listennn... the Album | — | — | — | — | US59 (4 Wo.)US | Erstveröffentlichung: 28. Februar 2006 DJ Khaled feat. Lil Wayne, Paul Wall, Fat Joe, Rick Ross & Pitbull |
| 2007 | We Takin’ Over We the Best        | — | — | — | — | US28 Platin · (17 Wo.)US | Erstveröffentlichung: 27. März 2007 DJ Khaled feat. T.I., Akon, Rick Ross, Fat Joe, Lil Wayne, Baby       |

## Auszeichnungen für Musikverkäufe
| Goldene Schallplatte - Australien - 2002: für die Single What’s Luv? - Dänemark - 2021: für die Single All the Way Up - Schweden - 2005: für die Single What’s Luv? Platin-Schallplatte - Frankreich - 2018: für die Single All the Way Up - Kanada - 2007: für den Ringtone Make It Rain - Neuseeland - 2020: für die Single All the Way Up | 3× Platin-Schallplatte - Neuseeland - 2024: für die Single What’s Luv? |

Anmerkung: Auszeichnungen in Ländern aus den Charttabellen bzw. Chartboxen sind in ebendiesen zu finden.
| Land/RegionAuszeichnungen für Musikverkäufe (Land/Region, Auszeichnungen, Verkäufe, Quellen) | Silber     | Gold     | Platin       | Verkäufe  | Quellen                                                |
| -------------------------------------------------------------------------------------------- | ---------- | -------- | ------------ | --------- | ------------------------------------------------------ |
| Australien (ARIA)                                                                            | —          | Gold1    | —            | 35.000    | aria.com.au                                            |
| Dänemark (IFPI)                                                                              | —          | Gold1    | —            | 45.000    | ifpi.dk                                                |
| Frankreich (SNEP)                                                                            | —          | —        | Platin1      | 133.333   | snepmusique.com                                        |
| Kanada (MC)                                                                                  | —          | —        | Platin1      | 40.000    | musiccanada.com                                        |
| Neuseeland (RMNZ)                                                                            | —          | —        | 4× Platin4   | 120.000   | radioscope.co.nz                                       |
| Schweden (IFPI)                                                                              | —          | Gold1    | —            | 15.000    | ifpi.se (Memento vom 21. Mai 2012 im Internet Archive) |
| Vereinigte Staaten (RIAA)                                                                    | —          | 5× Gold5 | 6× Platin6   | 8.500.000 | riaa.com                                               |
| Vereinigtes Königreich (BPI)                                                                 | 2× Silber2 | Gold1    | 2× Platin2   | 1.860.000 | bpi.co.uk                                              |
| Insgesamt                                                                                    | 2× Silber2 | 9× Gold9 | 14× Platin14 |           |                                                        |

## Nominierungen
- 2002: MTV Video Music Awards – Kategorie: Bestes Hip Hop Video „What’s Luv“
- 2003: Grammy Awards – Kategorie: Best Rap Collaboration „What’s Luv“
- 2005: BET Awards – Kategorie: Viewer’s Choice „Lean Back“
- 2005: ASCAP Rhythm & Soul Music Awards – Kategorie: Top Soundtrack Song of the Year „What’s Luv“
- 2006: Billboard latin Music Awards – Kategorie: Latin Dance Club Play Track of the Year „I Don't Care / Que Mas Da (Dance Remixes)“
- 2008: Grammy Awards – Kategorie: Best Rap Performance by a Duo or Group „Make It Rain“

## Filmografie
- Scary Movie 3
- Thicker Than Water
- Nasty Girl (Videoclip) von The Notorious B.I.G.
- Night School
- Nola Darling (She's Gotta Have It, Fernsehserie, sieben Folgen)